# Intentions
«Intentions» es una canción del cantante canadiense Justin Bieber con el rapero estadounidense Quavo del trío de hip-hop Migos. Se lanzó el 7 de febrero de 2020, como el segundo sencillo del quinto álbum de estudio de Bieber, Changes, junto con su video musical.

## Antecedentes y promoción
«Intentions» es la tercera colaboración entre ambos artistas, después de aparecer junto al rapero estadounidense Chance the Rapper en «I'm the One» de DJ Khaled y «No Brainer» en 2018. Bieber presentó la canción con Quavo en el programa Saturday Night Live el 8 de febrero de 2020. Él y Quavo también presentaron la pista el 14 de febrero de 2020, el día del lanzamiento del álbum, durante The Tonight Show Starring Jimmy Fallon.

## Rendimiento comercial
«Intentions» debutó en el número 11 en el Billboard Hot 100 de EE. UU, marcando el debut más alto para la lista con fecha 22 de febrero de 2020, se colocó entre los diez primeros durante su segunda semana en la tabla, llegando al número nueve. También debutó en el número uno en la lista Hot R&B Songs, que marca el tercer número 1 de Bieber, después de «Yummy».

## Vídeo musical
El video musical se estrenó en el canal de Bieber en YouTube el mismo día del lanzamiento del tema. Muestra a ambos artistas ayudando a personas sin educación, en la residencia Alexandria House en Los Ángeles.

## Posicionamiento en listas
| Listas (2020)                             | Mejor posición |
| ----------------------------------------- | -------------- |
| Alemania (Media Control Charts)           | 23             |
| Australia (ARIA)                          | 3              |
| Austria (Ö3 Austria Top 40)               | 11             |
| Bélgica (Ultratop 50) Flanders            | 30             |
| Bélgica (Ultratop) Wallonia               | 7              |
| Canadá (Canadian Hot 100)                 | 4              |
| Dinamarca (Tracklisten)                   | 5              |
| Escocia (Official Charts Company)         | 49             |
| Eslovaquia (Singles Digitál Top 100)      | 7              |
| España (PROMUSICAE)                       | 45             |
| España (Bucle Top 20)                     | 4              |
| Estados Unidos (Billboard Hot 100)        | 9              |
| Estados Unidos (Adult Contemporary)       | 30             |
| Estados Unidos (Adult Top 40)             | 24             |
| Estados Unidos (Dance/Mix Show Airplay)   | 40             |
| Estados Unidos (Hot R&B/Hip-Hop Songs )   | 4              |
| Estados Unidos (Mainstream Top 40)        | 17             |
| Estados Unidos (Rhythmic)                 | 22             |
| Estados Unidos (Rolling Stone Top 100)    | 3              |
| Estonia (Eesti Ekspress)                  | 12             |
| Francia (SNEP)                            | 58             |
| Finlandia (Suomen virallinen lista)       | 20             |
| Hungría (Single Top 40)                   | 14             |
| Hungría (Stream Top 40)                   | 11             |
| Irlanda (IRMA)                            | 7              |
| Islandia (Tonlist)                        | 19             |
| Italia (FIMI)                             | 37             |
| Japón (Japan Hot 100)                     | 62             |
| Malasia (RIM)                             | 4              |
| Noruega (VG-lista)                        | 8              |
| Nueva Zelanda Hot Singles (RMNZ)          | 1              |
| Países Bajos (Dutch Top 40)               | 25             |
| Países Bajos (Single Top 100)             | 4              |
| Portugal (AFP)                            | 29             |
| Reino Unido (UK Singles Chart)            | 9              |
| República Checa (Singles Digitál Top 100) | 8              |
| Singapur (RIAS)                           | 3              |
| Suecia (Sverigetopplistan)                | 9              |
| Suiza (Schweizer Hitparade)               | 13             |

## Certificaciones
| País (organismo certificador) | Certificación | Unidades certificadas |
| ----------------------------- | ------------- | --------------------- |
| Australia (ARIA)              | 2x Platino    | 70 000                |
| Bélgica (BEA)                 | Oro           | 20 000                |
| Canadá (Music Canada)         | 4x Platino    | 320 000               |
| Dinamarca (IFPI)              | Oro           | 45 000                |
| Estados Unidos (RIAA)         | 2x Platino    | 2 000 0000            |
| Italia (FIMI)                 | Oro           | 35 000                |
| Nueva Zelanda (RIANZ)         | Platino       | 30 000                |
| Portugal (AFP)                | Oro           | 5 000                 |
| Reino Unido (BPI)             | Oro           | 400 000               |

## Premios y nominaciones
| Año  | Premiación               | Categoría                                | Resultado | Ref.   |
| ---- | ------------------------ | ---------------------------------------- | --------- | ------ |
| 2020 | MTV Europe Music Awards  | Mejor Canción                            | Nominado  | [ 57 ] |
| 2020 | MTV Video Music Awards   | Mejor Vídeo Pop                          | Nominado  | [ 58 ] |
| 2020 | People's Choice Awards   | La Canción del 2020                      | Nominado  | [ 59 ] |
| 2021 | BMI R&B/Hip-Hop Awards   | Canción más Interpretada                 | Ganador   | [ 60 ] |
| 2021 | Grammy Awards            | Mejor Interpretación de Pop de Dúo/Grupo | Nominado  | [ 61 ] |
| 2021 | iHeartRadio Music Awards | Mejor Letra                              | Nominado  | [ 62 ] |
| 2021 | Juno Awards              | Sencillo del Año                         | Nominado  | [ 63 ] |